# Luchthaven Manakara
Luchthaven Manakara is een binnenlandse luchthaven ten noorden van de stad Manakara in het zuidoosten van Madagaskar. Vanaf de luchthaven wordt door Air Madagascar gevlogen op de internationale luchthaven Ivato van de hoofdstad Antananarivo en verder op luchthaven Fianarantsoa en luchthaven Tôlanaro. Dwars door de landingsbaan van het vliegveld loopt het spoor van de spoorlijn Fianarantsoa-Côte Est. De enige andere plekken ter wereld waar dit zo is zijn luchthaven Bacha Khan (Peshawar, Pakistan) en luchthaven Gisborne (Nieuw-Zeeland).
Vlak bij de luchthaven liggen resten van het concentratiekamp Anjavidy, waar opstandelingen van de Malagassische Opstand van 1947 werden vastgehouden.